# グリフィン・パーク
グリフィン・パーク (Griffin Park)は、イングランドのロンドン・ハウンズロー・ロンドン特別区(en)ブレントフォードにあるスタジアム。2019-20年シーズンまでブレントフォードFCがホームスタジアムとして使用していた。2007-08シーズンから2009-10シーズンまでは、チェルシーFC.リザーブとチェルシーFC.ユースチームもホームスタジアムとして使用した。収容人数は12,756人。

## 概要
1904年、ブレントフォードFCがボストン・パークから移動して以来ホームとして使用。以前は、ラグビーリーグのロンドン・ブロンコズもこのスタジアムを使用していた。

## スタンド
ブレイマー・ロード・スタンド (Braemar Road stand)
全面座席で1層構造のメインスタンド。
イーリング・ロード・テラス (Ealing Road (end) Terrace)
1層構造のテラス席。
ビル・アクスビー・スタンド (Bill Axbey Stand、以前の名称はthe New Road stand)
全面座席の1層構造のバックスタンド。スタンド前方に屋根を支える柱があるために多少見難い造りとなっている。
ブルック・ロード・スタンド (Brook Road Stand)
2層構造のゴール裏アウェースタンド。構成は1階がテラス席で2階が座席となっている。1階席は2階席を支えるための柱が2本立っておりピッチ全体を見渡す事が厳しい。

## 入場者数

### 平均入場者数
- 2008-2009:
- 2007-2008:
- 2006-2007: 5,600人 (フットボールリーグ1)
- 2005-2006: 6,775人 (フットボールリーグ1)
- 2004-2005: 6,082人 (フットボールリーグ1)

### 最多入場者数
- 39,626 (FAカップ 6回戦) ブレントフォード v プレストン・ノースエンド 1938.3.5

## 交通アクセス

### アンダーグラウンド(ロンドン地下鉄)
- ピカデリー線サウスイーリング駅(en)下車。

### ナショナル・レール
- サウスウェスト・トレインズ ハウンズロー・ループ線(en)のブレントフォード駅(en)下車。
- サウスウェスト・トレインズ ハウンズロー・ループ線のキュー・ブリッジ駅(en)下車。